# Rosa Merino
Rosa Merino (Lima, 1790 - Ibídem, 1 de gener de 1868) fou una soprano peruana de finals del segle xviii. La seva fama ve, en certa manera, pel fet que és considerada la primera intèrpret de l'Himne Nacional del Perú, éssent considerada per molts peruans tot un símbol nacionalista.

## Biografia
La informació relativa a la vida de Rosa Merino és molt escassa i, la gran majoria, està íntimament relacionada amb la seva activitat professional de cantant a partir dels anys vint del s. XIX. No obstant això, estudis recents van treure a la llum nous documents que ens permeten conèixer millor la figura de Merino. En un article del diari Perú Bicentario del 2018 es donà a conèixer com Merino estava compromesa amb la causa de l'independentisme peruà. Així doncs, Merino, hauria manifestat públicament el seu rebuig cap al domini espanyol que amenaçaven amb tornar a prendre el control sobre la ciutat de Lima, Callao i les províncies de la naixent república peruana. Alhora, en la Gaceta del Gobierno aparegué una publicació el 7 de gener de 1822 on es documenten aportacions econòmiques voluntàries dels habitants de Lima per a la construcció d'un vaixell de guerra per ajudar en la lluita independentista en la qual Rosa Merino hi va col·laborar.
Rosa Merino es casà amb un metge, Agustín Arenas, probablement quan comptava amb setze o disset anys. D'aquest matrimoni en nasqué un fill, Manuel Antonio Arenas Merino, qui d'adult faria carrera política arribant a la presidència del país. La cantant morí el 1868 i les seves restes es troben al cementiri presbiterià mestre.

## Carrera professional
En els seus inicis es distingí per l'estil i gràcia amb que modulava les cançons populars de moda. Merino saltà a la fama el 1812, quan actuà en la companyia líria, formada per Andrés Bolognesi, en una breu temporada en la qual participà en l'òpera La Isabela. Merino fou una artista molt popular entre alguns sectors del poble peruà. Dins del seu repertori destaca La chicha, una cançó patriòtica. Destaquem les nombroses actuacions de Merino en l'aleshores anomenat Teatro Principal (actualment es coneix amb el nom de Teatro Manuel Ascencio Segura), un dels teatres més antics de tot Sud-amèrica.

### Himne Nacional del Perú
En un concurs promogut pel general José de San Martín, en resultà guanyadora. D'aquesta manera, Merino interpretà, per primer cop, la "Marcha Nacional del Perú", nom amb què es coneixia aleshores l'himne nacional de Perú. La Gaceta de Lima recull la crònica de l'esdeveniment i ens diu que l'actuació tingué lloc el diumenge 23 de setembre de 1821 al Teatro Segura de Lima. Entre els espectadors hi figuraren el general que havia promogut el concurs i els pròcers de la independència peruana, que en aquell moment es trobaven a la capital peruana. La seva interpretació de les estrofes originals del poeta José de la Torre Ugarte, natural d'Ica, amb música del mestre José Bernardo Alcedo, natural de Lima, gaudí d'una molt bona acollida entre els cronistes de l'època. Merino continuà encara actuant durant quinze anys més ens els que es dedicà a les representacions líriques i vetllades benèfiques.